# Hôtel Gellért
L'hôtel Gellért est un hôtel du 11e arrondissement de Budapest. Situé au pied du Gellért-hegy, sur la rive droite du Danube, à proximité du pont Szabadság híd, il est adossé au complexe thermal Gellért. 
L'hôtel fut construit dans le style Sécession entre 1912 et 1918 par les architectes Ármin Hegedűs, Artúr Sebestyén et Izidor Sterk ; il a conservé les riches mosaïques, vitraux et ornements sculptés de son décor intérieur Art nouveau.
Ce site est desservi par la station Szent Gellért tér :  18 19 47 49.

## Galerie

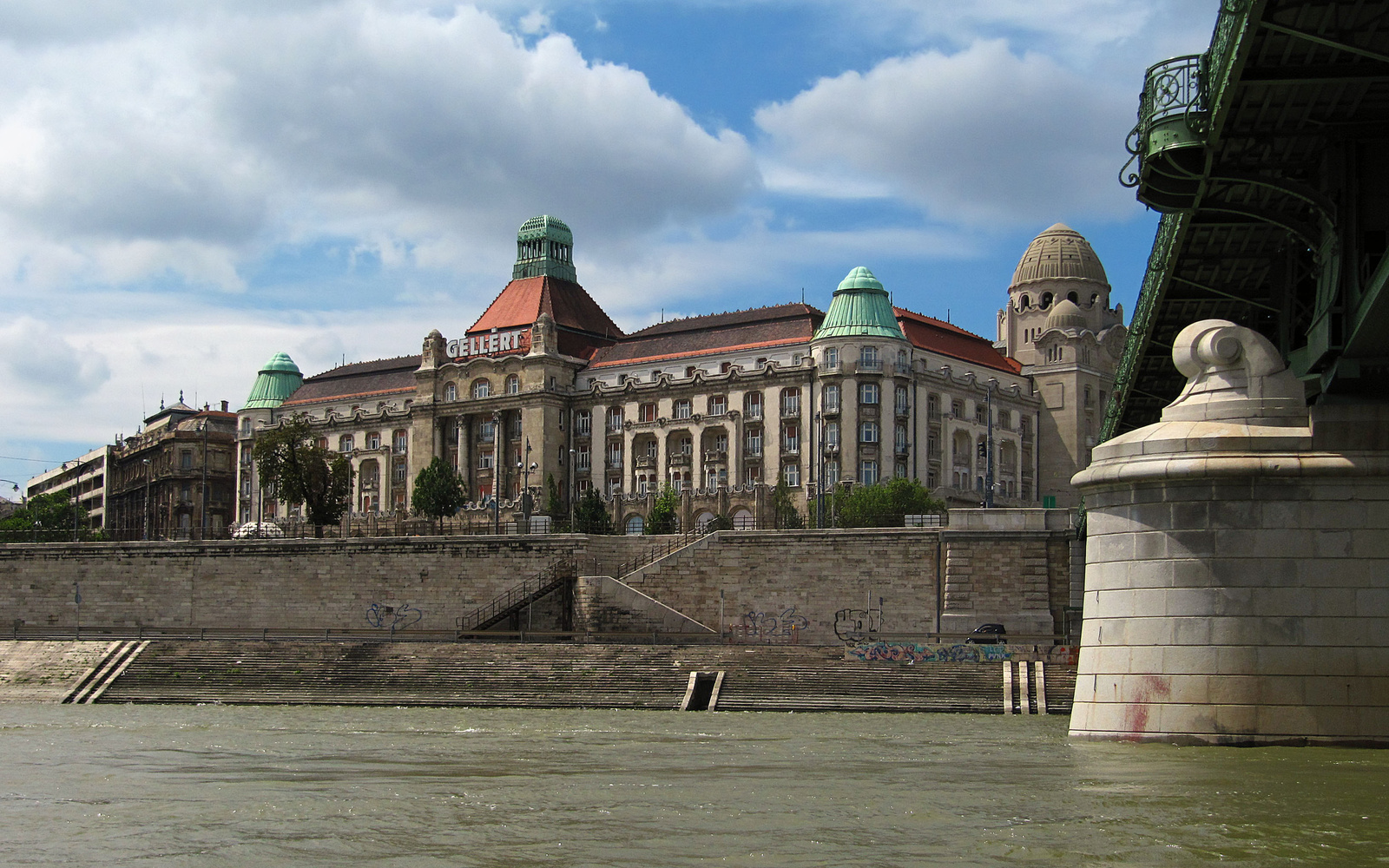
Façade principale de l'hôtel au bord du Danube, à proximité du Szabadság híd
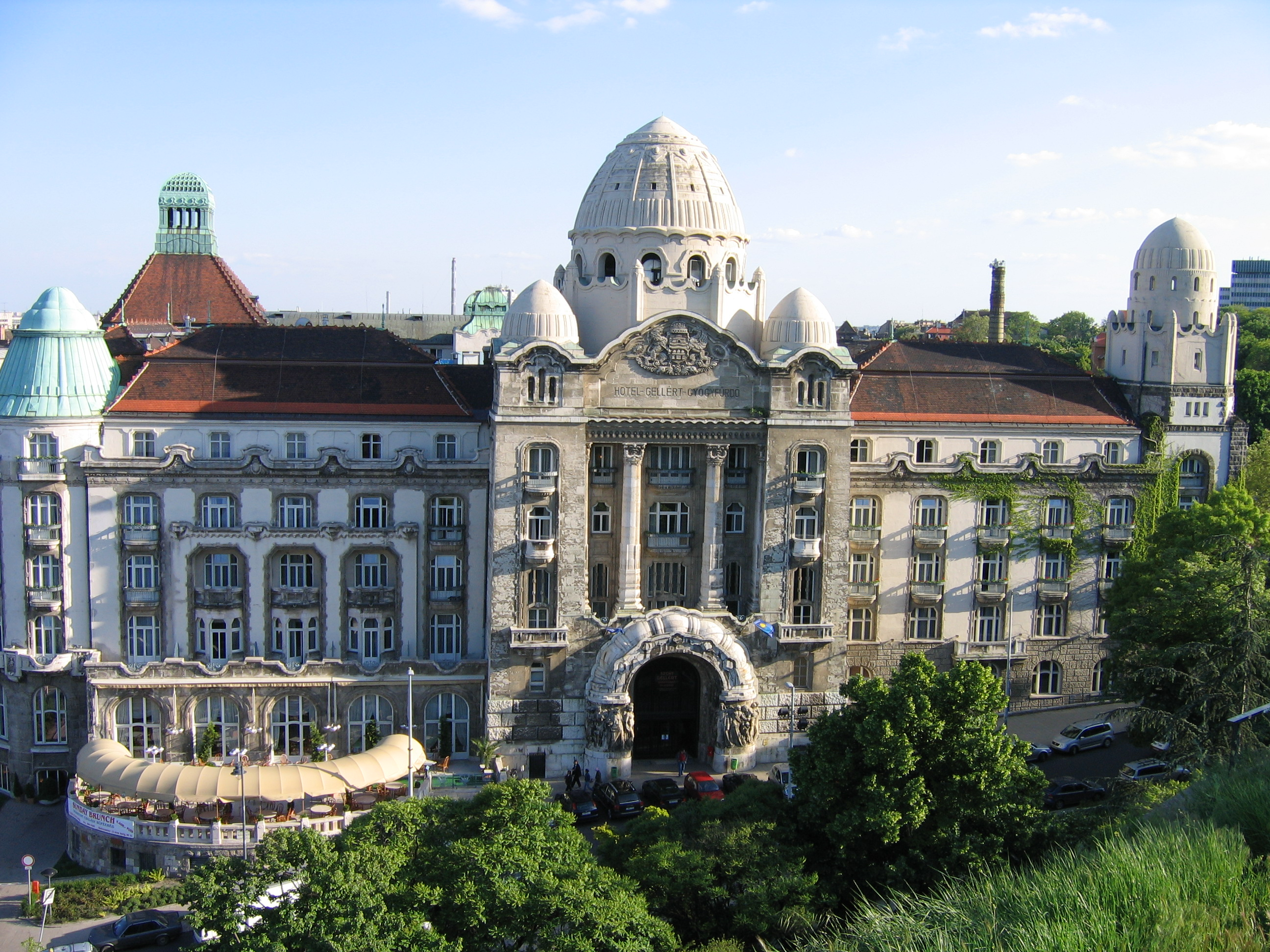
Façade sur Kelenhegyi út. De gauche à droite : terrasse de l'hôtel, entrée des Thermes Gellért et une tour à l'orientale inspirée des Stūpas indiens
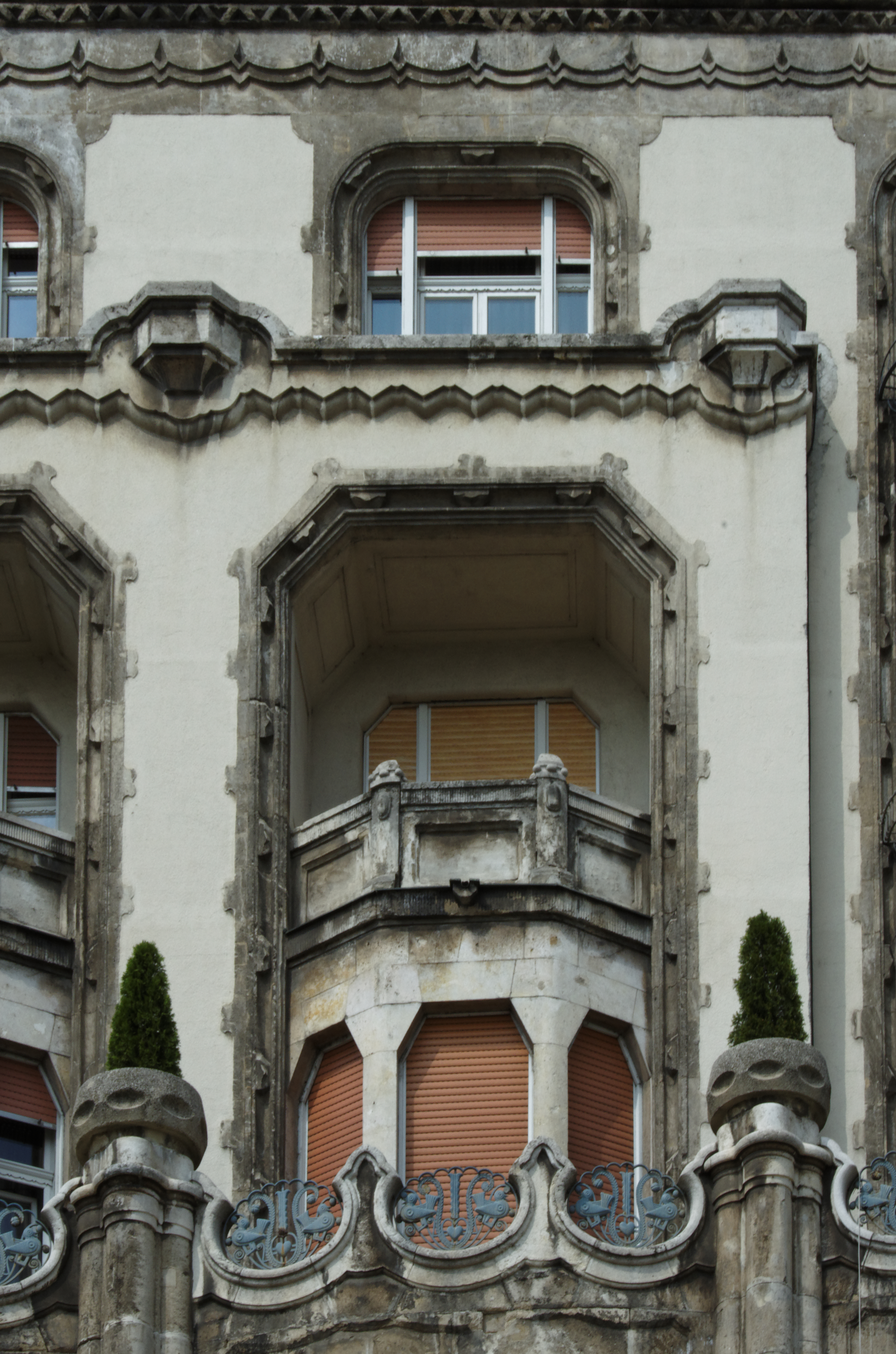
Les balcons des chambres avec leurs balustrades Sécession ornées de lyres et d'oiseaux
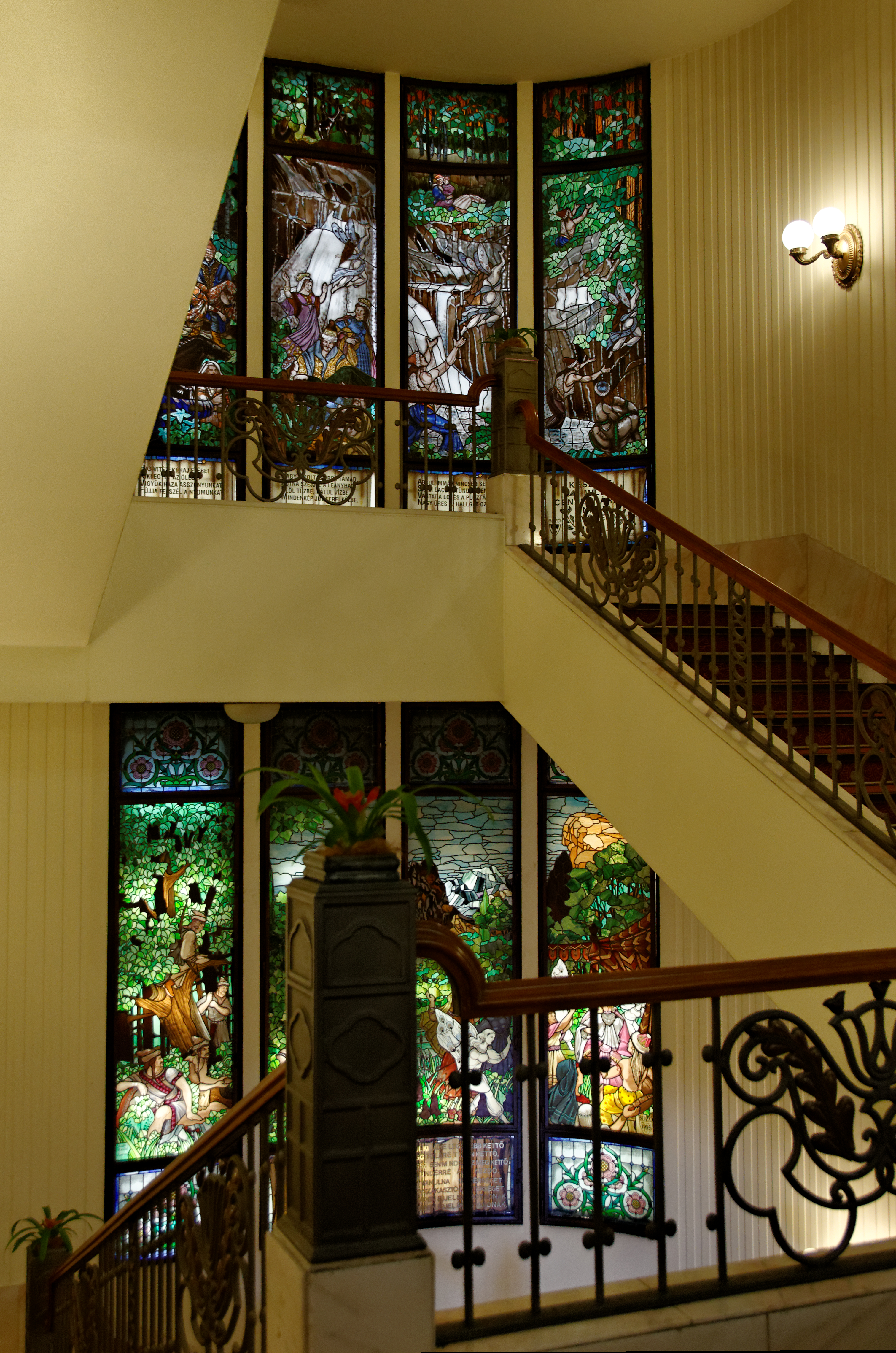
Des vitraux de Bózó Stanisits, ajoutés en 1933, éclairent les paliers de l'escalier principal.
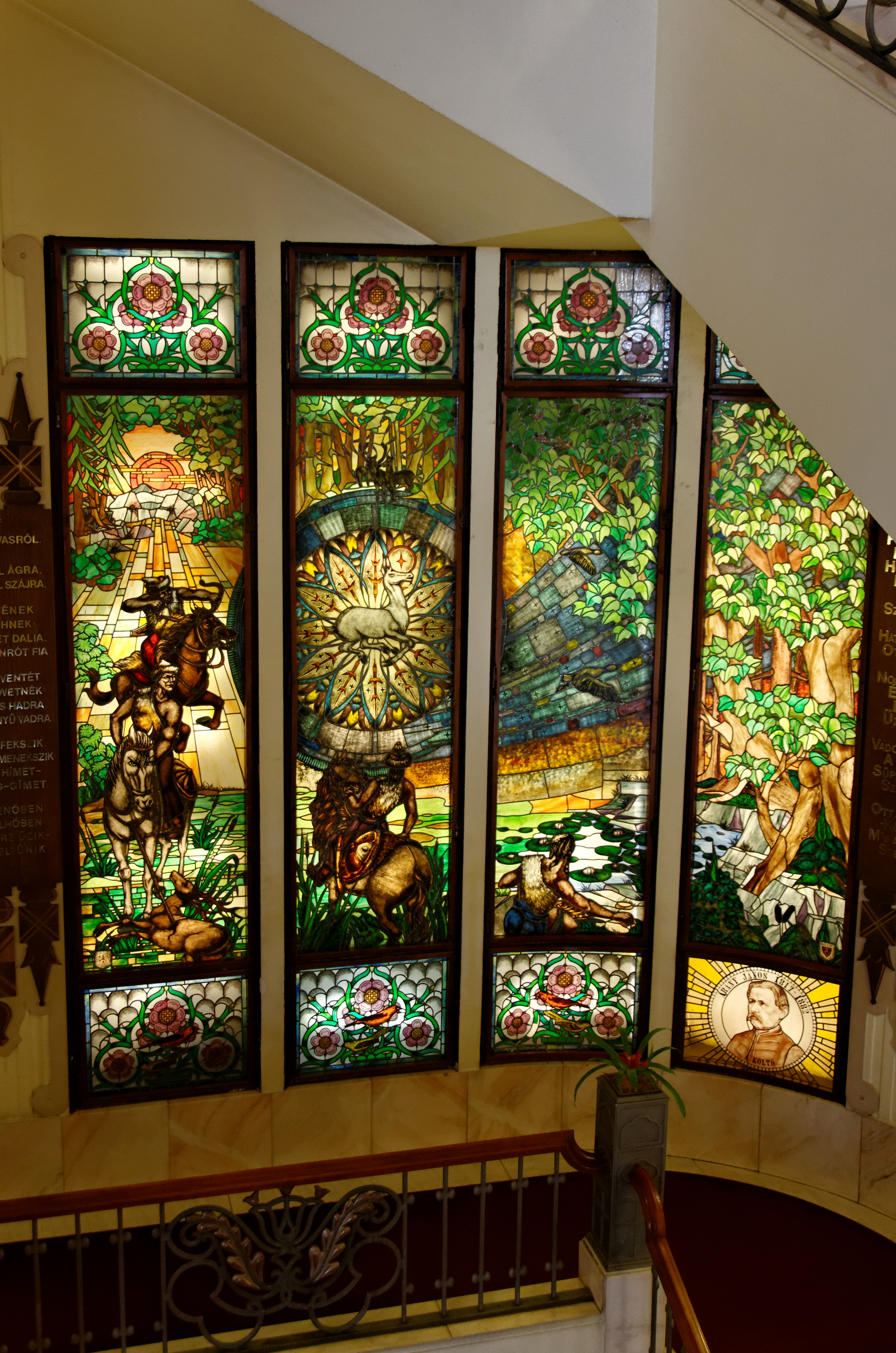
Vitraux illustrant la légende du Cerf magique rapportée par János Arany